# Emma Thompson
Emma Thompson Law (Londres, 15 de abril de 1959) es una actriz, comediante y guionista británica, ganadora de los premios Emmy, Globo de Oro, BAFTA y Óscar. Es hija de la actriz escocesa Phyllida Law, reconocida por su trabajo en la televisión británica.  Comenzó en la televisión británica en 1987, pero los trabajos en colaboración con su marido Kenneth Branagh la catapultaron a la fama, y empezó a llamar la atención de la crítica especializada. Junto a él, Thompson protagonizó Fortunes of War (1987) y Enrique V (1989). En 1992 realizó una destacada aparición en el drama Howards End, cinta por la cual recibió los máximos honores del cine a nivel mundial, entre ellos el Óscar a la mejor actriz. En 1993 y gracias a su solidez interpretativa, logró la doble nominación a este premio en las categorías de mejor actriz y mejor actriz de reparto por Lo que queda del día y En el nombre del padre, respectivamente.
En 1995, Thompson escribió y protagonizó una adaptación de la obra de Jane Austen Sense and Sensibility, por cuyo desempeño como guionista fue reconocida con los premios Globo de Oro y un segundo Óscar, entre otros galardones. Algunos títulos destacados de su filmografía son: Colores primarios (1998), Love Actually (2003), Nanny McPhee (2005) y Nanny McPhee and the Big Bang (2010); en estas últimas dos también es guionista.
En 2003 participó junto con Meryl Streep y Al Pacino en la exitosa película de televisión Angels in America, por la cual fue nominada a los premios del Sindicato de Actores, y en 2004 encarnó a la profesora Sybill Trelawney en Harry Potter y el prisionero de Azkaban, papel que repitió en las siguientes entregas de la saga.

## Biografía y carrera
Hija de la actriz Phyllida Law y el director Eric Thompson y hermana de Sophie Thompson, Emma Thompson nació el 15 de abril de 1959. Aunque estudió en la Universidad de Cambridge, graduándose en la especialidad de Filología Inglesa en 1980, la BBC la contrató para el espectáculo televisivo Alfresco, programa de humor en el que coincidió con Stephen Fry y Hugh Laurie, del que fue novia cuando estaban en la universidad.

### Inicios en el teatro
En 1980 debutó en un papel principal en la obra Me and My Girl en el West End de Londres. Su actuación llamó la atención de los ejecutivos de la BBC, quienes le ofrecieron un papel importante en la serie Fortune of War, durante cuyo rodaje se convirtió en la novia de uno de sus intérpretes, Kenneth Branagh.
Al año siguiente la pareja se puso a las órdenes de Judi Dench en un montaje teatral de Mucho ruido y pocas nueces. En televisión, Thompson encontró un vehículo para lucirse ella, su hermana Sophie y su madre: el Show Thompson.

### Etapa con Kenneth Branagh
En 1989 Branagh se declaró a ella en Central Park, donde varios paseantes le oyeron gritar «¡Casémonos, casémonos!». Ella aceptó. Su marido por aquellas fechas obtuvo dos candidaturas a los Óscar como Mejor Director y Mejor Actor por su película Enrique V, en la que Emma tenía un papel como reina de Francia.
Por aquel entonces Emma Thompson empezaría a expresar sus opiniones políticas, como su rechazo a la Guerra del Golfo, a la vez que su carrera cinematográfica tomaba impulso. Los cónyuges prosiguieron su colaboración en Morir todavía, cinta que pretendía parodiar los thrillers psicológicos de los años cuarenta y que supusieron a la pareja un auténtico varapalo de la crítica, del que se recobraron con Los amigos de Peter. En ella Thompson interpretó a Maggie, una solterona especialista en fracasos sentimentales que recuperaba su autoestima seduciendo a un menor cuya madre en la ficción era Phyllida Law.

### Con James Ivory
James Ivory fue el encargado de consagrarla y no Branagh. Primero en Regreso a Howards End, donde quedó emparejada a Anthony Hopkins. Phyllida, temerosa de que su hija fuese eclipsada por Hopkins, envió una nota a este actor, en la que ponía: «Por favor: no te la comas» (en referencia a su anterior papel como el caníbal Hannibal Lecter). Sin embargo, Thompson se defendió por sí sola: su trabajo como Margaret Wilcox, mujer decidida, capaz de arbitrar en los conflictos familiares, aportando serenidad a cada situación al mismo tiempo que escalaba posiciones sociales con unos exquisitos modales, fascinó al jurado del Festival de Cannes, entre cuyos miembros figuraba un Pedro Almodóvar indispuesto a premiarla. Emma se preguntó: «¿Qué he hecho yo para merecer esto?». Escenas como cuando se mira en un espejo horrorizada por entrar a formar parte de una sociedad hipócrita y clasista entusiasmaron a todas las asociaciones de críticos de Estados Unidos. Poco después vendría el Globo de Oro, el BAFTA y un Óscar a la mejor actriz, aplaudido a rabiar por su compañera de reparto Vanessa Redgrave, cuya lectura corrió a cargo del coprotagonista de la cinta. 
La colaboración con Ivory y Hopkins continuó en Lo que queda del día, en la que encarnó a Miss Kenton, un ama de llaves de una gran mansión, enamorada del mayordomo (Míster Stevens), con ideas propias sobre el señor de la casa (un millonario afín al partido nazi), y que frustrada por la indecisión e impasibilidad de Stevens termina por embarcarse en un matrimonio abocado al fracaso.

### Otros trabajos de los años 1990
Thompson completó el año con el rodaje de En el nombre del padre, en la que se puso en la piel de la abogada que logró la absolución de los cuatro de Guildford, acusados injustamente de pertenecer al IRA. Concluido su cometido en el filme, repitió el papel de Beatrice en la adaptación cinematográfica de Mucho ruido y pocas nueces, en la que confirmó su imagen de mujer con voluntad propia, dada a la exaltación, pero también capaz de la meditación, que defiende sus propios criterios en las situaciones adversas. Durante el rodaje en la Toscana escribió un borrador del guion de Sentido y sensibilidad, que había emprendido estimulada por el consejo de su compañera de facultad, la productora Lindsay Doran.
A finales de enero de 1994 ella y Holly Hunter optaban por partida doble a los Óscar de ese año. Aprovechó su viaje para filmar Junior, una comedia en la que compartía estrellato con Arnold Schwarzenegger.
Al año siguiente estrenó en el Festival de Cine de San Sebastián el filme Carrington, donde encarnó a la pintora Dora Carrington, enamorada de Lytton Strachey. A la semana de su regreso a casa estallaba en la prensa rosa la noticia de su separación con Kenneth Branagh, emparejado con Helena Bonham Carter. Thompson, por su parte, se había enamorado del actor Greg Wise durante el rodaje de Sentido y sensibilidad, en la que ella interpretó a Elinor, una mujer pobre y sensata que termina casándose con el amor de su vida... Greg Wise y Emma Thompson se casaron en 2003 en 1999 habían tenido una hija, Gaia Wise, que la obligó a guardar reposo. Durante ese tiempo además de cuidar de la pequeña, Thompson escribió diversos borradores de guion sobre la vida de Víctor Jara con el fin de protagonizar el filme junto a Antonio Banderas y de ponerse a las órdenes de Pedro Almodóvar. 
La pareja adoptaría hacia 2013 a un ex soldado de Ruanda de unos 16 años de edad, Tindyebwa Agaba. 
La Academia de Hollywood la recompensó con dos candidaturas a los Óscar: al mejor guion adaptado y a la mejor actriz. Cuando Anthony Hopkins anunció que Thompson había vencido en el primer apartado, confesó a los asistentes al acto que horas antes había visitado la tumba de Jane Austen para comunicarle que la adaptación de la novela funcionaba muy bien... Thompson perdió el segundo premio frente a Susan Sarandon, a la que ovacionó de pie nada más pronunciar su nombre Tom Hanks.
Después Thompson se tomó un descanso durante el que reorganizó su vida personal y animó a Kate Winslet a aceptar la oferta de protagonizar Titanic.
Tras un año alejada de las pantallas, Thompson protagonizó junto a su madre la película El invitado de invierno dirigida por su amigo Alan Rickman, en la que Phyllida y ella escenificaron los enfrentamientos generacionales. 
En un rol mucho más desenfadado, Emma Thompson se puso en la piel de Susan Stanton, un personaje inspirado en la figura de Hillary Clinton, en Primary Colors de Mike Nichols, comedia dramática que denuncia la traición a los ideales de juventud por culpa del pragmatismo que caracteriza la vida política activa. Emma fue secundada en esta película por John Travolta, Kathy Bates, Adrian Lester, Billy Bob Thornton, Larry Hagman, Maury Tierney, Diane Ladd y Caroline Aaron. Se había desprendido de las películas de época que habían asociado su imagen a la alta cultura para reincidir en ese perfil de mujer inteligente y pragmática. Así mismo aceptó el papel de agente del FBI que compartía observaciones irónicas con su compañero —encarnado por Rickman— en el thriller El beso de Judas.

### Década de 2000
En 2002 y 2003 retoma su carrera. Protagonizó el telefilme Wit sobre una profesora de literatura que se enfrenta a un cáncer, recibiendo elogios de la crítica a la vez que se embarcaba en un proyecto sobre la última dictadura argentina que combinaba la denuncia con el realismo mágico. El proyecto Imagining Argentina la reunió de nuevo con Christopher Hampton, el realizador de Carrington, a la vez que con él lograba sacarse la espina de no haber podido interpretar junto a Banderas un filme sobre Argentina. Durante el rodaje Thompson aprendió español a marchas forzadas. A pesar de la ilusión puesta en proyecto, la crítica masacró al filme.
Mejor fortuna corrió Love Actually, comedia en la que Thompson encarnó a Karen, la hermana del primer ministro de Reino Unido, así mismo amiga de un viudo que no sabía como encarar su relación con su hijastro. En el filme su personaje descubría accidentalmente la aventura que mantenía su marido (otra vez Rickman) con una joven. El papel le supuso una candidatura a los BAFTA. En el mismo año estrenó Harry Potter y el prisionero de Azkaban, en la que aceptó el papel de Sybill Trelawney, una profesora despistada que enseñaba artes adivinatorias. Posteriormente prosiguió su participación en el cine más comercial, aceptando un pequeño papel en Soy leyenda, película de acción con Will Smith de protagonista.
En plano político el cambio de década la había devuelto al activismo político, manifestando públicamente su desencanto hacia Tony Blair por su participación en la Guerra de Irak.
Así mismo retomó su labor de escritora cinematográfica con el filme Nanny McPhee, basado en una serie de cuentos infantiles y que contó con la colaboración de Angela Lansbury.
En 2009 estrenó la comedia romántica Last Chance Harvey, coprotagonizada por Dustin Hoffman.
En 2008, Emma Thompson confirmó entonces que no regresaría para las películas finales de la saga de Harry Potter y las reliquias de la Muerte, debido a sus compromisos con la segunda película de Nanny McPhee. Sin embargo, (si bien, con un papel muy corto) acabó apareciendo en ellas.
Emma Thompson ha aparecido en algún episodio del programa humorístico La hora de José Mota.
En 2013 Emma Thompson será, en la adaptación al cine de Hermosas Criaturas de Kami García y Margaret Stohl, la señora Lincoln, madre del mejor amigo del protagonista. Ese mismo año protagonizó Saving Mr. Banks, interpretando a P.L. Travers, siendo alabada su interpretación y consiguiendo una nominación a los Globos de Oro y a los BAFTA.

## Filmografía parcial

### Cine
| Año  | Película                                           | Rol                              | Director                   |
| ---- | -------------------------------------------------- | -------------------------------- | -------------------------- |
| 1989 | Enrique V                                          | Katherine de Valois              | Kenneth Branagh            |
| 1990 | Morir todavía                                      | Grace / Margaret Strauss         | Kenneth Branagh            |
| 1992 | Los amigos de Peter                                | Maggie Chester                   | Kenneth Branagh            |
| 1992 | Howards End                                        | Margaret Schlegel                | James Ivory                |
| 1993 | Lo que queda del día                               | Srta. Kenton                     | James Ivory                |
| 1993 | Mucho ruido y pocas nueces                         | Beatrice                         | Kenneth Branagh            |
| 1993 | En el nombre del padre                             | Gareth Peirce                    | Jim Sheridan               |
| 1994 | Junior                                             | Dra. Diana Reddin                | Ivan Reitman               |
| 1995 | Carrington                                         | Dora Carrington                  | Christopher Hampton        |
| 1995 | Sense and Sensibility                              | Elinor Dashwood                  | Ang Lee                    |
| 1997 | El invitado de invierno                            | Frances                          | Alan Rickman               |
| 1998 | Primary Colors                                     | Susan Stanton                    | Mike Nichols               |
| 1999 | El beso de Judas                                   | Agente Sadie Hawkins             | Sebastián Gutiérrez        |
| 2000 | Maybe Baby                                         | Druscilla                        | Ben Elton                  |
| 2001 | Amar la vida                                       | Vivian Bearing                   | Mike Nichols               |
| 2002 | El planeta del tesoro                              | Capitana Amelia (voz)            | John Musker y Ron Clements |
| 2003 | Love Actually                                      | Karen                            | Richard Curtis             |
| 2003 | Imagining Argentina                                | Cecilia Rueda                    | Christopher Hampton        |
| 2004 | Harry Potter y el prisionero de Azkaban            | Sybill Trelawney                 | Alfonso Cuarón             |
| 2005 | Nanny McPhee                                       | Nanny McPhee                     | Kirk Jones                 |
| 2006 | Más extraño que la ficción                         | Karen Eiffel                     | Marc Forster               |
| 2007 | Harry Potter y la Orden del Fénix                  | Sybill Trelawney                 | David Yates                |
| 2007 | Soy Leyenda                                        | Dra. Alice Krippin               | Francis Lawrence           |
| 2008 | Brideshead Revisited                               | Lady Marchmain                   | Julian Jarrold             |
| 2008 | Last Chance Harvey                                 | Kate Walker                      | Joel Hopkins               |
| 2009 | An Education                                       | Directora                        | Lone Scherfig              |
| 2009 | The Boat That Rocked                               | Charlotte                        | Richard Curtis             |
| 2010 | Nanny McPhee and the Big Bang                      | Nanny McPhee                     | Susanna White              |
| 2010 | Harry Potter y las reliquias de la Muerte: parte 1 | Sybill Trelawney                 | David Yates                |
| 2011 | Harry Potter y las reliquias de la Muerte: parte 2 | Sybill Trelawney                 | David Yates                |
| 2012 | Hombres de negro III                               | Agente "O"                       | Barry Sonnenfeld           |
| 2012 | Brave                                              | Reina Elinor (voz)               | Brenda Chapman             |
| 2013 | Hermosas criaturas                                 | Sra. Lincoln                     | Richard LaGravenese        |
| 2013 | Saving Mr. Banks                                   | P. L. Travers                    | John Lee Hancock           |
| 2013 | Love Punch                                         | Kate Jones                       | Joel Hopkins               |
| 2014 | Effie Gray                                         | Lady Eastlake                    | Richard Laxton             |
| 2015 | A Walk in the Woods                                | Catherine Bryson                 | Ken Kwapis                 |
| 2016 | Bridget Jones's Baby                               | Doctora Rawlings                 | Sharon Maguire             |
| 2016 | Alone in Berlin                                    | Anna Quangel                     | Vincent Perez              |
| 2017 | La bella y la bestia                               | Mrs. Potts                       | Bill Condon                |
| 2017 | The Meyerowitz Stories                             | Maureen                          | Noah Baumbach              |
| 2017 | The Children Act                                   | Fiona Maye                       | Richard Eyre               |
| 2018 | Johnny English Strikes Again                       | Primera ministra del Reino Unido | David Kerr                 |
| 2019 | Missing Link                                       | Yeti Elder                       | Chris Butler               |
| 2019 | Late Night                                         | Katherine Newbury                | Nisha Ganatra              |
| 2019 | Men in Black: International                        | Agente "O"                       | F. Gary Gray               |
| 2019 | Last Christmas                                     | Adelia                           | Paul Feig                  |
| 2020 | Dolittle                                           | Poly                             | Stephen Gaghan             |
| 2021 | Cruella                                            | La Baronesa von Hellman          | Craig Gillespie            |
| 2022 | Good Luck to You, Leo Grande                       | Nancy Stokes                     | Sophie Hyde                |
| 2022 | Matilda                                            | Miss Trunchbull                  | Matthew Warchus            |
| 2022 | What's Love Got to Do with It?                     | Cath                             | Shekhar Kapur              |
| 2025 | Bridget Jones: Mad About the Boy                   | Doctora Rawlings                 | Michael Morris             |
| 2026 | Three Bags Full: A Sheep Detective Movie           | ?                                | Kyle Balda                 |
| 2026 | The Fisherwoman                                    | ?                                | Brian Kirk                 |

### Teatro
| Año  | Obra                       |
| ---- | -------------------------- |
| 2014 | Sweeney Todd               |
| 1985 | Mucho ruido y pocas nueces |
| 1985 | Me and My Girl             |

### Televisión
| Año         | Programa/serie/telefilme   | Notas            |
| ----------- | -------------------------- | ---------------- |
| 1983 - 1984 | Alfresco                   | 13 episodios     |
| 1987        | Fortunes of War            | 7 episodios      |
| 1988        | Thompson                   | 6 episodios      |
| 1989        | El chico de los Winslow    | Película para TV |
| 1992        | Cheers                     | 1 episodio       |
| 2001        | Wit                        | Telefilme        |
| 2003        | Angels in America          | 5 episodios      |
| 2010        | The Song of Lunch          | Telefilme        |
| 2019        | Years & Years              | Miniserie        |
| 2022        | Why Didn't They Ask Evans? | 1 episodio       |
| 2025        | Down Cementary Road        | TBA              |

## Premios
Premios Óscar
| Año  | Categoría               | Película               | Resultado | Ref.  |
| ---- | ----------------------- | ---------------------- | --------- | ----- |
| 1993 | Mejor actriz            | Howards End            | Ganadora  | [ 7 ] |
| 1994 | Mejor actriz            | Lo que queda del día   | Nominada  | [ 8 ] |
| 1994 | Mejor actriz de reparto | En el nombre del padre | Nominada  | [ 8 ] |
| 1996 | Mejor actriz            | Sense and Sensibility  | Nominada  | [ 9 ] |
| 1996 | Mejor guion adaptado    | Sense and Sensibility  | Ganadora  | [ 9 ] |

Premios Globo de Oro
| Año  | Categoría                        | Película                     | Resultado | Ref.   |
| ---- | -------------------------------- | ---------------------------- | --------- | ------ |
| 2022 | Mejor actriz - Comedia o musical | Good Luck to You, Leo Grande | Nominada  | [ 10 ] |
| 2019 | Mejor actriz - Comedia o musical | Late Night                   | Nominada  | [ 10 ] |
| 2013 | Mejor actriz - Drama             | Saving Mr. Banks             | Nominada  | [ 10 ] |
| 2008 | Mejor actriz - Comedia o musical | Last Chance Harvey           | Nominada  | [ 10 ] |
| 1995 | Mejor guion                      | Sense and Sensibility        | Ganadora  | [ 10 ] |
| 1995 | Mejor actriz - Drama             | Sense and Sensibility        | Nominada  | [ 10 ] |
| 1994 | Mejor actriz - Comedia o musical | Junior                       | Nominada  | [ 10 ] |
| 1993 | Mejor actriz - Drama             | Lo que queda del día         | Nominada  | [ 10 ] |
| 1993 | Mejor actriz de reparto          | En el nombre del padre       | Nominada  | [ 10 ] |
| 1992 | Mejor actriz - Drama             | Howards End                  | Ganadora  | [ 10 ] |

Premios BAFTA
| Año  | Categoría               | Película                     | Resultado |  |
| ---- | ----------------------- | ---------------------------- | --------- |  |
| 2022 | Mejor actriz            | Good Luck to You, Leo Grande | Candidata |  |
| 2013 | Mejor actriz            | Saving Mr. Banks             | Nominada  |  |
| 2003 | Mejor actriz de reparto | Love Actually                | Nominada  |  |
| 1995 | Mejor guion adaptado    | Sense and Sensibility        | Nominada  |  |
| 1995 | Mejor actriz            | Sense and Sensibility        | Ganadora  |  |
| 1993 | Mejor actriz            | Lo que queda del día         | Nominada  |  |
| 1992 | Mejor actriz            | Howards End                  | Ganadora  |  |

Festival Internacional de Cine de Venecia
| Año  | Categoría                     | Película                | Resultado |
| ---- | ----------------------------- | ----------------------- | --------- |
| 1997 | Premio Pasinetti-Mejor actriz | El invitado de invierno | Ganadora  |

Premios del Sindicato de Actores
| Año  | Categoría                             | Película              | Resultado | Ref.   |
| ---- | ------------------------------------- | --------------------- | --------- | ------ |
| 2014 | Mejor actriz                          | Saving Mr. Banks      | Nominada  | [ 12 ] |
| 2009 | Mejor reparto                         | An Education          | Nominada  | [ 13 ] |
| 2003 | Mejor actriz en miniserie o telefilme | Angeles en América    | Nominada  | [ 14 ] |
| 2002 | Mejor actriz en miniserie o telefilme | Wit                   | Nominada  | [ 15 ] |
| 1996 | Mejor actriz protagonista             | Sense and Sensibility | Nominada  | [ 16 ] |
| 1996 | Mejor reparto                         | Sense and Sensibility | Nominada  | [ 16 ] |

Critics' Choice Movie Awards
| Año  | Categoría    | Película         | Resultado |
| ---- | ------------ | ---------------- | --------- |
| 2014 | Mejor actriz | Saving Mr. Banks | Nominada  |

Premios Satellite
| Año  | Categoría               | Película             | Resultado |
| ---- | ----------------------- | -------------------- | --------- |
| 2014 | Mejor actriz            | Saving Mr. Banks     | Nominada  |
| 2008 | Mejor actriz de reparto | Brideshead Revisited | Nominada  |

Semana Internacional de Cine de Valladolid
| Año  | Categoría                       | Película | Resultado |
| ---- | ------------------------------- | -------- | --------- |
| 2001 | Espiga de Oro a la mejor actriz | Wit      | Ganadora  |